# Болдырев, Александр Васильевич (филолог)
Алекса́ндр Васи́льевич Бо́лдырев (1896—1941) — российский и советский филолог-классик, переводчик. Организатор и член объединения молодых переводчиков АБДЕМ.

## Биография
Происходил из русского служилого дворянского рода, почётных потомственных граждан Орловской губернии. Был третьим сыном в семье генерал-лейтенанта Василия Ксенофонтовича Болдырева. Старшие братья: Николай Васильевич Болдырев — учёный юрист, публицист, Дмитрий Васильевич Болдырев — философ, общественный деятель, участник Белого движения на Востоке России, брат и сестра — Василий Васильевич Болдырев и Ольга Васильевна Болдырева (р. 20.02.1891), Наталья Васильевна Болдырева (р. 27.09.1896), Анна Васильевна Болдырева, в замужестве Казакова, (23.04.1898, Барнаул — 1969, Сидней Австралия). Племянник — востоковед Александр Николаевич Болдырев.
Семья жила в Барнауле до 1900 года. С 1903 по 1906 г. отец занимал должности помощника управляющего и заведующего земельно-заводским отделом Кабинета Его Величества.
С 1900 г. жил с родителями в Санкт-Петербурге, в Аничковом дворце.
15 августа 1918 г. подает заявление в Пермский университет, как вольнослушатель историко-филологического факультета Петроградского университета, закончивший там 6 семестров.
Окончил историко-филологический факультет Петроградского университета.

## А. Б. Д. Е. М
В 1922 году по инициативе А. В. Болдырева организовалось общество переводчиков, или литературный кружок А. Б. Д. Е. М. Название кружка — акроним А.Б.Д.Е.М. состояло из первой буквы А , с которой начинались участников (Аристид, Александр, Андрей и Андрей), буквы Б. Д. Е. М. — начальные буквы их фамилий. Имена всех участников начинались на букву «А», а первые буквы фамилий образовали остальную часть акронима АБДЕМ.
Другими участниками кружка были Андрей Егунов, Аристид Доватур, Андрей Миханков.
Входил в круг абдемитов временно Эмиль Эмильевич фон Визель (16.12.1897 — ок. 1930) — сын художника и музейного хранителя Эмиля Оскаровича Визеля, лингвист, автор переводов 5 и 6-й книг канонического греческого романа "Эфиопика" на русский язык. Для включения в акроним имени Э. Э. фон Визеля было остроумно придумано перевести его немецкую фамилию (Wiesel — ‘ласка’) на латинский язык (‘mustela’), что позволило сохранить существующее сокращение.
В Госиздате в 1925 году появился изданный в их переводе «Ахилл Татий Александрийский. Левкиппа и Клитофонт».
В конце 1920-х гг. начали работу над переводом текста Филострата — Жизнь Аполлония Тианского.
В 1932 году в издательстве «Academia» — в переводе абдемитов вышла книга «Гелиодор. Эфиопика». К этому времени кружок уже распался из-за ареста двух его участников.
К. К. Вагинов несколько раз посещал собрания абдемитов, занимался с А. Н. Егуновым древнегреческим языком и и пробовал переводить «Дафниса и Хлою» Лонга.

## Братство Серафима Саровского
24 ноября 1928 г. был вместе с Андреем Михайловичем Миханковым арестован по делу «Братства Серафима Саровского» и кружка «Воскресение».
Братство преподобного Серафима Саровского — религиозно-философский кружок, существовавший в Ленинграде с 1926 до начала 1928 года, организованный И. М. Андреевским в начале 1920-х гг. Члены кружка были настроены против обновленчества и осуждали «Декларацию» Заместителя Патриаршего Местоблюстителя митрополита Сергия (Страгородского), призывавшую к полной лояльности советской власти. Сочувствовали и примыкали к иосифлянскому движению в Российской Церкви (названному по имени смещённого Сергием митрополита Иосифа (Петровых)). Собирались на квартире И. М. Андреевского, по адресу ул. Церковная (ул. Блохина), дом 12. Многие члены Братства — сам И. М. Андреевский, И. Е. Аничков, Д. П. Каллистов, Д. С. Лихачёв, П. П. Мошков, А. П. Обновленский, В. Т. Раков, Э. К. Розенберг, А. В. Селиванов, Н. Е. Сперанский и другие — были арестованы в феврале 1928 года. Им представили обвинение в участии в «законспирированной монархической организации», выступавшей «против церковной политики Советской власти». Девять человек были приговорены Коллегией ОГПУ 8 октября 1928 к 3—5 годам концлагеря и отбывали наказание в Соловецком лагере особого назначения (СЛОН) и Белбалтлаге, остальные были сосланы сроком на 3 года.
Был обвинён в преступлениях, предусмотренных статьёй 58-11 УК РСФСР. 15 марта 1929 года был приговорён к 5 годам заключения, которое отбывал на Соловках. Освобождён досрочно 22 апреля 1931 года, выслан в Котлас на оставшийся срок.

## Предвоенные годы
В 1934 г. вернулся в Ленинград, преподавал в университете. Доцент. Кафедра классической филологии Ленинградского государственного университета оформилась организационно в 1932 году под руководством профессора О. М. Фрейденберг. А. В. Болдырев вошёл в состав кафедры вместе с И. И. Толстым, С. В. Меликовой-Толстой, И. М. Тронским, Я. М. Боровским, А. И. Доватуром.
В 1937 году был вновь арестован, но вскоре освобождён.
В осаждённом Ленинграде ему была доверена ответственная работа по противовоздушной обороне в университете.
Умер в блокаду, в декабре 1941 года.
Похоронен на Волковском православном кладбище Санкт-Петербурга.

## Семья
Был женат на Марианне Фёдоровне Граменицкой (1904—1998), концертмейстере Мариинского театра.
Дочь — этнограф С. А. Маретина (1929—2013).

## Научная деятельность
Переводчик Платона и других античных авторов на русский язык. Переводил также с немецкого (Адельберт фон Шамиссо. Удивительная история Петера Шлемиля. Л., 1936). Многие его переводы и работы (переводы Плутарха и Антония Диогена, очерк эллинистической литературы, статья «Гектор и Скамандр», доклады о Пушкине и «Слове о полку Игореве» и др.) остаются неопубликованными.
В соавторстве с Я. М. Боровским написал учебник латинского языка для вузов (1940), неоднократно затем переиздававшийся.